# Toyland Broadcast
Toyland Broadcast è un film del 1934 diretto da Rudolf Ising. È un cortometraggio d'animazione della serie Happy Harmonies, distribuito negli Stati Uniti il 22 dicembre 1934. Il film presenta diverse istanze di riutilizzo di animazione da corti della serie Merrie Melodies a cui Harman e Ising avevano lavorato, tra cui Mi ha preso ancora! (1932) e La capanna dove vive Babbo Natale (1933).

## Trama
Un gruppo di giocattoli trasmette per radio una rivista musicale intitolata Spettacolo dei giocattoli. Il primo numero presentato dal maestro di cerimonia è una canzone del trio Doll Sisters, a cui si uniscono dei giocattoli caricature di Bing Crosby e Kate Smith. Il secondo brano è suonato da un'orchestra jazz in forma di carillon diretta dal Grande Maestro (una caricatura di Paul Whiteman), a cui segue un numero improvvisato da una coppia di bambole che danza sui tasti di un pianoforte. Il brano successivo viene suonato da un giocattolo violinista e cantato da un gruppo di cani di pezza. Dopo che l'ultimo numero (una danza tribale) si è concluso, l'orchestra jazz riprende a suonare per chiudere la trasmissione, ma salta in aria.

## Distribuzione

### Edizione italiana
Il doppiaggio italiano fu eseguito negli anni ottanta dal Gruppo Trenta. Non essendo stata registrata una colonna internazionale, fu sostituita la musica presente duranti i dialoghi e le canzoni.

### Edizioni home video
Il corto è stato inserito nella VHS Tom & Jerry: La vigilia di Natale, distribuita in America del Nord dalla MGM/UA Home Video nel 1991 e in Italia dalla Warner Home Video l'11 dicembre 2002. In America del Nord il corto è stato anche distribuito in laserdisc dalla MGM/UA Home Video il 9 luglio 1994 nel cofanetto Happy Harmonies e in DVD dalla Warner Home Video il 12 febbraio 2008, come extra nel terzo disco del cofanetto Joan Crawford Collection Volume 2 (dedicato a Tormento). In VHS e DVD fu inclusa una versione censurata del corto, priva della sequenza della danza tribale.